# Nati nel 1932/Ottobre
| Questa pagina contiene informazioni ricavate automaticamente dalle voci biografiche con l'ausilio del template Bio e di un bot. L'aggiornamento è periodico e automatico e ricostruisce completamente la pagina. Se manca una persona in questa lista, sei pregato di non aggiungerla, ma accertati piuttosto che la sua voce biografica contenga il template Bio e che i dati anagrafici siano correttamente compilati. Se il template Bio manca, inseriscilo tu stesso o, in alternativa, metti l'avviso {{tmp\|Bio}} che ne segnala la mancanza. Se i dati riportati sono sbagliati, correggi direttamente la voce biografica; le modifiche saranno visibili in questa lista entro pochi giorni. Per chiarimenti vedi il progetto biografie. La lista contiene solo le 174 persone che sono citate nell'enciclopedia e per le quali è stato implementato correttamente il template Bio. Pagina aggiornata al 26 lug 2025. |

- 1º ottobre - Gigi Cameroni, giocatore di baseball, allenatore di baseball e dirigente sportivo italiano († 2006)
- 1º ottobre - Albert Collins, chitarrista e cantante statunitense († 1993)
- 1º ottobre - Matteo Discepolo, pittore e scultore italiano
- 1º ottobre - Hennie Hollink, allenatore di calcio, calciatore e dirigente sportivo olandese († 2018)
- 1º ottobre - Norihiko Kurahashi, ex nuotatore giapponese
- 2 ottobre - Vincenzo Caianiello, giurista, magistrato e politico italiano († 2002)
- 2 ottobre - Eagle Day, giocatore di football americano statunitense († 2008)
- 2 ottobre - Margaret Girvan, nuotatrice britannica († 1979)
- 2 ottobre - Antonio Torres, cestista cileno († 1993)
- 2 ottobre - Ruairí Ó Brádaigh, politico irlandese († 2013)
- 3 ottobre - Mircea Drăgan, regista e sceneggiatore rumeno († 2017)
- 3 ottobre - Wolfgang Großstück, calciatore tedesco orientale († 2011)
- 3 ottobre - Giuseppe Mangiapane, politico italiano († 2021)
- 3 ottobre - Paolo Prodi, storico e politico italiano († 2016)
- 3 ottobre - Cassandra Rios, scrittrice brasiliana († 2002)
- 3 ottobre - Arnold Short, cestista statunitense († 2014)
- 3 ottobre - Anita Sol, cantante italiana
- 4 ottobre - Hong-Yee Chiu, astrofisico statunitense
- 4 ottobre - Joaquín Cortizo, calciatore spagnolo († 2018)
- 4 ottobre - Étienne Davignon, diplomatico, politico e dirigente d'azienda belga
- 4 ottobre - Stan Dragoti, regista statunitense († 2018)
- 4 ottobre - Felicia Farr, attrice e modella statunitense
- 4 ottobre - Guido Macor, calciatore italiano († 2024)
- 4 ottobre - Hal Patterson, giocatore di football americano statunitense († 2011)
- 4 ottobre - Francesco Speranza, matematico italiano († 1998)
- 5 ottobre - Neal Ascherson, giornalista e saggista scozzese
- 5 ottobre - Hyman Bass, matematico statunitense
- 5 ottobre - Vicente Gambardella, ex calciatore argentino
- 5 ottobre - Cesare Pinarello, pistard, ciclista su strada e dirigente sportivo italiano († 2012)
- 6 ottobre - Ludovico Avio, calciatore argentino († 1996)
- 6 ottobre - Germana Monteverdi, attrice e giornalista italiana
- 6 ottobre - Anna Quayle, attrice e cantante inglese († 2019)
- 6 ottobre - Fay Spain, attrice statunitense († 1983)
- 7 ottobre - Vsevolod Bessonov, militare sovietico († 1970)
- 7 ottobre - Rodolfo Betinotti, calciatore argentino († 2022)
- 7 ottobre - Boulos Nassif Borkhoche, arcivescovo cattolico libanese († 2021)
- 7 ottobre - Prosperino Gallipoli, religioso e missionario italiano († 2004)
- 7 ottobre - Joannes Baptist Matthijs Gijsen, vescovo cattolico olandese († 2013)
- 7 ottobre - Stevan Horvat, lottatore serbo († 2018)
- 7 ottobre - Elly Lieber, slittinista austriaca († 2020)
- 7 ottobre - Predrag Matvejević, francesista jugoslavo († 2017)
- 7 ottobre - Andreino Repetti, ex calciatore italiano
- 7 ottobre - Staffan Widén, cestista svedese († 2024)
- 8 ottobre - Kenneth Appel, matematico statunitense († 2013)
- 8 ottobre - Paola Piccinato, doppiatrice e dialoghista italiana
- 8 ottobre - Antonio Pizzinato, sindacalista e politico italiano
- 8 ottobre - Ray Reardon, giocatore di snooker gallese († 2024)
- 8 ottobre - Normando Santos, cantante, chitarrista e compositore brasiliano
- 8 ottobre - Hans K. Schulze, storico e diplomatista tedesco († 2013)
- 9 ottobre - Giuseppe Andreoli, politico italiano († 2014)
- 9 ottobre - Margaret Aston, storica britannica († 2014)
- 9 ottobre - Charles Caruana, vescovo cattolico gibilterriano († 2010)
- 9 ottobre - Vincenzino Culicchia, politico italiano († 2016)
- 9 ottobre - Gene LeBell, judoka e wrestler statunitense († 2022)
- 9 ottobre - José Maria Pereira, ex schermidore brasiliano
- 9 ottobre - Judy Tyler, attrice e ballerina statunitense († 1957)
- 9 ottobre - Vittorio Valesi, ex pistard italiano
- 10 ottobre - Franco Borgo, politico italiano († 2017)
- 10 ottobre - Ron Feinberg, attore statunitense († 2005)
- 10 ottobre - Luigi Gigante, calciatore e allenatore di calcio italiano († 2016)
- 10 ottobre - Jacqueline Laurence, attrice e regista teatrale francese († 2024)
- 11 ottobre - Saul Friedländer, storico, scrittore e biografo israeliano
- 11 ottobre - Algis Ignatavicius, cestista lituano († 2022)
- 11 ottobre - Richard Lugner, imprenditore, politico e personaggio televisivo austriaco († 2024)
- 11 ottobre - Dana Scott, informatico e matematico statunitense
- 11 ottobre - Sergio Toppi, fumettista e illustratore italiano († 2012)
- 11 ottobre - Dottie West, cantante statunitense († 1991)
- 12 ottobre - Jake Garn, politico e astronauta statunitense
- 12 ottobre - Luigi Guerricchio, pittore italiano († 1996)
- 12 ottobre - Ned Jarrett, pilota automobilistico statunitense
- 12 ottobre - Somnuek Srisombat, ex mezzofondista thailandese
- 13 ottobre - Ed Kalafat, cestista statunitense († 2019)
- 13 ottobre - Dušan Makavejev, regista e sceneggiatore jugoslavo († 2019)
- 13 ottobre - Liliane Montevecchi, attrice, ballerina e cantante francese († 2018)
- 13 ottobre - Paolo Terni, scrittore, musicologo e conduttore radiofonico italiano († 2015)
- 13 ottobre - John Griggs Thompson, matematico statunitense
- 13 ottobre - Ivan Vandor, compositore e etnomusicologo italiano († 2020)
- 14 ottobre - Jacqueline Beer, attrice francese
- 14 ottobre - Francisco Caballer, hockeista su prato spagnolo († 2011)
- 14 ottobre - Enrico Di Giuseppe, tenore statunitense († 2005)
- 14 ottobre - Don Guidice, montatore statunitense († 2010)
- 14 ottobre - Joseph Keith Symons, vescovo cattolico statunitense
- 14 ottobre - Wolf Vostell, pittore e scultore tedesco († 1998)
- 15 ottobre - Robert H. Gundry, biblista statunitense
- 15 ottobre - Gottfried Kottmann, bobbista svizzero († 1964)
- 15 ottobre - Fernando Mendonça, ex calciatore portoghese
- 15 ottobre - Therese Zenz, canoista tedesca († 2019)
- 16 ottobre - Guðbergur Bergsson, scrittore e poeta islandese († 2023)
- 16 ottobre - Kari Elisabeth Børresen, teologa norvegese († 2016)
- 16 ottobre - Pat Hoban, ex cestista australiana
- 16 ottobre - Henry Lewis, contrabbassista e direttore d'orchestra statunitense († 1996)
- 16 ottobre - Francisco Palmeiro, calciatore portoghese († 2017)
- 16 ottobre - Detlev Karsten Rohwedder, manager e politico tedesco († 1991)
- 17 ottobre - Paul Anderson, sollevatore, strongman e powerlifter statunitense († 1994)
- 17 ottobre - Silvio Franchi, calciatore italiano († 2022)
- 17 ottobre - William J. Hughes, politico statunitense († 2019)
- 17 ottobre - Dick Rodenheiser, ex hockeista su ghiaccio statunitense
- 17 ottobre - Daniel-Ange, religioso, presbitero e scrittore belga
- 18 ottobre - Guido Calabresi, giurista italiano
- 18 ottobre - Vytautas Landsbergis, politico lituano
- 18 ottobre - Giuseppe Mauso, ciclista su strada italiano († 2020)
- 18 ottobre - Pierluigi Petrobelli, musicologo italiano († 2012)
- 18 ottobre - George Ty, imprenditore cinese († 2018)
- 19 ottobre - Dalmo Gaspar, allenatore di calcio e calciatore brasiliano († 2015)
- 19 ottobre - Luigi Genero, ex calciatore italiano
- 19 ottobre - Gorō Hasegawa, inventore giapponese († 2016)
- 19 ottobre - Igor Mel'čuk, linguista russo
- 19 ottobre - Robert Reed, attore statunitense († 1992)
- 19 ottobre - Umberto Scardaoni, politico italiano († 2016)
- 20 ottobre - Roosevelt Brown, giocatore di football americano statunitense († 2004)
- 20 ottobre - Mario Brunetti, politico, giornalista e scrittore italiano († 2024)
- 20 ottobre - Rocco Mazzola, pugile italiano († 2012)
- 20 ottobre - Rokurō Naya, doppiatore giapponese († 2014)
- 21 ottobre - Claude Bessy, ex ballerina e direttrice artistica francese
- 21 ottobre - Pál Csernai, allenatore di calcio e calciatore ungherese († 2013)
- 21 ottobre - Vito Favero, ciclista su strada italiano († 2014)
- 21 ottobre - Günther Heidemann, pugile tedesco († 2010)
- 21 ottobre - Berndt Lindfors, ginnasta finlandese († 2009)
- 21 ottobre - Cesare Perdisa, pilota automobilistico italiano († 1998)
- 21 ottobre - Rudolph Joseph Rummel, politologo statunitense († 2014)
- 21 ottobre - Giuseppe Segalla, presbitero, teologo e biblista italiano († 2011)
- 22 ottobre - Enrico Benelli, ex calciatore italiano
- 22 ottobre - Vladimir Antonovič Ivaško, politico sovietico († 1994)
- 22 ottobre - Gordon Jago, calciatore e allenatore di calcio britannico († 2025)
- 22 ottobre - Tadeusz Kraus, calciatore e allenatore di calcio cecoslovacco († 2018)
- 22 ottobre - Olmes Neri, calciatore e allenatore di calcio italiano († 2018)
- 22 ottobre - Afewerk Tekle, artista etiope († 2012)
- 23 ottobre - Dimitra Arliss, attrice statunitense († 2012)
- 23 ottobre - Vasilij Ivanovič Belov, scrittore e politico sovietico († 2012)
- 23 ottobre - Luigi Giusso, politico italiano († 2000)
- 23 ottobre - Alexandru Marinescu, ex pallanuotista rumeno
- 23 ottobre - Arturo Osio, politico italiano
- 23 ottobre - Jorge Lino Romero, ex calciatore paraguaiano
- 24 ottobre - Stephen Covey, educatore e scrittore statunitense († 2012)
- 24 ottobre - Pierre-Gilles de Gennes, fisico francese († 2007)
- 24 ottobre - Johnny Lattner, giocatore di football americano statunitense († 2016)
- 24 ottobre - Adrian Mitchell, poeta, romanziere e drammaturgo inglese († 2008)
- 24 ottobre - Robert Mundell, economista canadese († 2021)
- 24 ottobre - Rosamaria Murtinho, attrice brasiliana
- 24 ottobre - János Parti, canoista ungherese († 1999)
- 24 ottobre - Vincenzo Randi, medico e politico italiano († 1977)
- 24 ottobre - Ziraldo, fumettista, giornalista e scrittore brasiliano († 2024)
- 25 ottobre - Vitol'd Fokin, politico ucraino († 2025)
- 25 ottobre - Lina Lancia, cantante italiana († 2010)
- 25 ottobre - Jerzy Pawłowski, schermidore polacco († 2005)
- 25 ottobre - Theodor Pištěk, costumista e disegnatore ceco
- 25 ottobre - Mary Schneider, cantante australiana
- 26 ottobre - Anthony Beilenson, politico statunitense († 2017)
- 26 ottobre - Lajos Csordás, calciatore ungherese († 1968)
- 26 ottobre - Manfred Max-Neef, economista cileno († 2019)
- 26 ottobre - Dimitri Pinti, calciatore italiano († 2018)
- 27 ottobre - Lawrence Aloysius Burke, arcivescovo cattolico giamaicano († 2010)
- 27 ottobre - Jean-Pierre Cassel, attore, ballerino e doppiatore francese († 2007)
- 27 ottobre - Harry Gregg, calciatore e allenatore di calcio nordirlandese († 2020)
- 27 ottobre - Sylvia Plath, poetessa statunitense († 1963)
- 27 ottobre - Taisto Ravantti, cestista finlandese († 2004)
- 27 ottobre - Ernesto Tross, artista, scrittore e velista tedesco († 2020)
- 28 ottobre - Ricardo Bonelli, calciatore argentino († 2009)
- 28 ottobre - Angelo Grilli, scultore e medaglista italiano († 2015)
- 28 ottobre - Spyros Kyprianou, politico cipriota († 2002)
- 28 ottobre - Suzy Parker, modella e attrice statunitense († 2003)
- 29 ottobre - Antonino Calarco, giornalista e politico italiano († 2020)
- 29 ottobre - Dick Garmaker, cestista statunitense († 2020)
- 29 ottobre - Ronald Brooks Kitaj, pittore statunitense († 2007)
- 29 ottobre - Ted Nash, canottiere statunitense († 2021)
- 29 ottobre - Alex Soler-Roig, ex pilota automobilistico spagnolo
- 29 ottobre - Věra Suchánková, pattinatrice artistica su ghiaccio cecoslovacca († 2004)
- 30 ottobre - Franco Benedetti, lottatore italiano († 2009)
- 30 ottobre - Germano Bulgarelli, politico italiano († 2014)
- 30 ottobre - Johann-Tönjes Cassens, giurista e politico tedesco († 2022)
- 30 ottobre - Louis Malle, regista, sceneggiatore e produttore cinematografico francese († 1995)
- 30 ottobre - Zhang Jiaxiang, astronomo cinese († 2019)
- 31 ottobre - Katherine Paterson, scrittrice statunitense
- 31 ottobre - Poul Pedersen, calciatore danese († 2016)